# 岭南

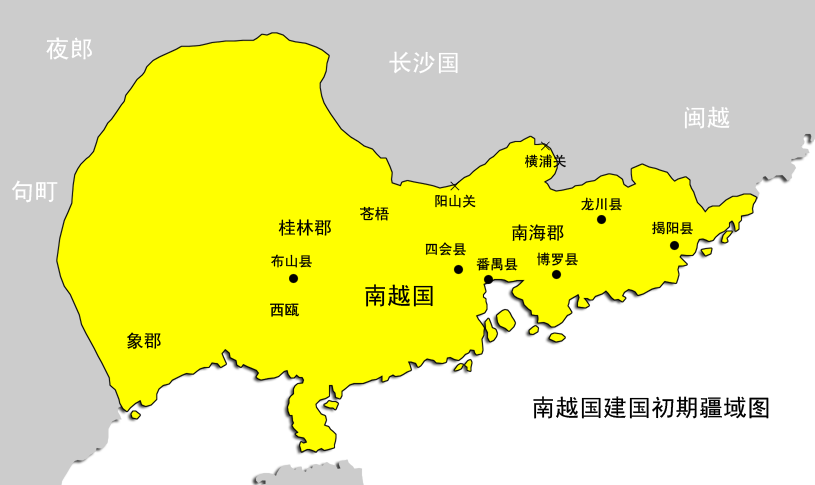
南越国領域

南越国最盛時期最南端的領土延伸到現今的越南富安省

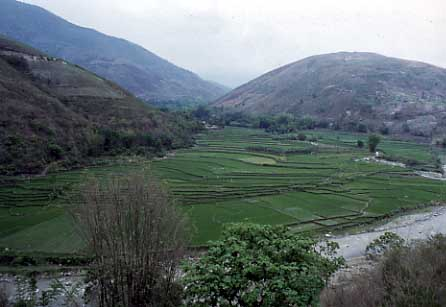
越南红河地区

嶺南，是指中國在五嶺之南的地區，在不同時期的定義有所變動，相當於现在广东、广西、海南及香港和澳门全境，以及湖南、福建、江西、贵州、雲南的小部分地区，在越南北屬時期還包括越南海雲關以北地区。由於越南已經成為一個獨立的國家，因此現在不包括越南北部地区。狭义单指两广、海南和港澳，屬於中國的最南部。
岭南又称岭外、岭表。所谓“表”也就是“外”的意思。这是站在中原地区的地理位置来看岭南。歷史上，唐朝嶺南道也曾包括福建省的全境，以及曾經属於中国皇朝統治的越南红河三角洲一带。开元之世，原属岭南道的福建划归为江南东道，由此福建被排除在了岭南的定义之外。在宋代以後，越南北部才分離出去，嶺南之概念也逐渐将越南排除在外。岭南是中国一个特定的环境区域，这些地区不仅气候和地理环境相近，而且，人民生活习惯也有很多相同之处。
由于历代行政区划的变动，现在提及到岭南一词，通常特指广东、广西和海南三地，江西和湖南部分位於五岭以南的县市則不包括在内。

## 历史
岭南古为百越之地，是百越部落居住的地方，同時也分属京族、壮族、瑶族的聚居地以及漢族的漢族地區一部分。秦末汉初，它是南越国的辖地。所谓岭南是指五岭之南。（五岭由越城岭、都庞岭（一说揭阳岭）、萌渚岭、骑田岭、大庾岭五座山组成。大体分布在广西东部至广东东部和湖南、江西五省区交界处。是中国江南最大的横向构造带山脉，是长江和珠江二大流域的分水岭。）。
秦以前，对岭南一带，有多种称谓。《元和郡县志》“岭南道”下记：“广州，春秋百越之地。”春秋时泛称百越，战国时称“扬越”，《史記·南越列傳》载：“秦时已併天下，略定扬越，置桂林、南海、象郡。”张晏“扬越”下注云：“扬州之南越也。”又“索隐”引《战国策》云：“吴起为楚收扬越”。战国时的“扬越”，大致包括今两广及两湖、江西部分地方。而岭南交通不便，地广人稀，并未成为楚国的势力范围。秦时又称岭南“陆梁”，《史記·秦始皇本紀》载：“三十三年。……略取陆梁地，为桂林、象郡、南海”。“正义”注：“岭南之人多处山陆，其性强梁，故称陆梁”。“扬越”为较古之名，地域较广；“陆梁”之名后起，专指岭南。
《晋书·地理志下》将秦代所立的南海、桂林、象郡称为“岭南三郡”，明确了岭南的区域范围。岭南北靠五岭，南临南海，西连云贵，北邻福建，范围包括了今广东、广西及海南的大部分和越南北部，宋代以后，越南北部才分离出去。

## 自然条件

### 气候特征
岭南属东亚季风气候区南部，具有热带、亚热带季风海洋性气候特点，岭南的大部分属亚热带湿润季风气候，雷州半岛一带，海南岛和南海诸岛属热带气候。北回归线横穿岭南中部，高温多雨为主要气候特征。大部分地区夏长冬短，终年少见霜雪。太阳辐射量较多，日照时间较长，以广东省为例，全省各地的平均日照时数载1450小时-2300小时之间。岭南为典型的季风气候区，风向随季节交替变更。夏季以南至东南风为主，风速较小；冬季大部分地区以北至东北风为主，风速较大；春秋季为交替季节，风向不如冬季稳定。因全年气温较高，加上雨水充沛，所以林木茂盛，四季常青，百花争艳，各种果实终年不绝。植物资源非常丰富。森林植物也为动物生长提供了有利的条件，岭南动物种类较多，是全国动物最繁盛的地区之一。

### 地理面貌
岭南地貌因在历次地壳运动中，受褶皱、断裂和岩浆活动的影响，形成了山地、丘陵、台地、平原交错，且山地较多，岩石性质差别较大，地貌类型复杂多样的特点。岭南河流众多，具有流量大，含沙量少，汛期长，径流量丰富等特点，这些河流绝大多数源自西北部、北部和东部的崇山峻岭中。岭南最大的河流珠江，是中国第五长河，流量仅次于长江，居全国第二位。

### 自然风光
岭南自然风光婀娜多姿，既有气势磅礴的山峦，也有水网纵横的平原；既有岩溶洞穴，也有川峡险滩的奇景，更有海天一色的港湾风光。广东名山中，明末清初的岭南著名诗人屈大均最为欣赏的是罗浮山，曾在隐居处大书“南岳草堂”。

## 社会环境

### 嶺南文化
岭南文化指的是定型于岭南地区所有文化的统称，但这些文化并非均起源自岭南。现在，由于香港和广东以及海外广东移民在经济上的强势地位，岭南文化在多数人的认知里一般指的是发源于广东和海南地区的文化。岭南地区的汉族文化如广府文化、潮州文化、客家文化、瓊雷文化、桂柳文化具有地方特色，岭南地区亦存在其他民族的文化，如京族文化、壮族文化等。

### 商贸经济
古代岭南，由于山高岭峻的阻隔，与中原沟通困难而开发的较晚。但正是“山高皇帝远”，较少受到中原政治风波的影响，经济发展一直较为平稳。与中原地区“以农为本”的模式相同，农作物为五谷，尤以水稻为首，而且种植历史相当悠久。除水稻以外，岭南水网纵横，气候温和，养鱼、种果、种桑、育蚕，重视经济作物与多种经营。岭南拥有较长的海岸线和较早开放的港口，海上对外贸易无时无刻不在刺激着商品经济和商品意识，因此，嶺南成就出不少「粵商」。明代至清中期，是古代岭南最繁荣的时期，广州长时间成为唯一的对外贸易港口，也是当时最大的商业城市之一。清朝珠江商贸航运更加繁忙。康熙二十四年（1685年），在广州建立粤海关和在十三行建立洋行制度，乾隆年间开始，准许外国人在十三行一带开设“夷馆”，方便经商和生活居住。

### 岭外文化影响
商周以后，岭南与中原及长江流域已存在着政治、经济和文化等多方面的往来。战国时，岭北汉人因经商、逃亡或随军征战等原因，逐渐南来。但大规模的南来，则是在秦代统一岭南后才开始的。唐代开元年间，张九龄主持扩建大庾岭新道，使其成为连同岭南岭北的主要通道。“兹路既开，然后五岭以南人才出矣，财货通矣，中原之声教日进矣，遐陬之风俗日变矣。”历史上历次汉人的大举南迁，加快了岭南的开发，以北方的生产技术和文化影响了百越人。另外，历代流人贬官的流放促进了中原汉文化与岭南各地文化的交流。唐代流贬广东有史可考者，流人将近300，降官近200。其中名人士大夫更起到促进的作用，如刘禹锡、寇准、秦观、汤显祖、柳宗元、韩愈等。北宋時有大批大臣貶至嶺南，如蔡確、苏轼等。